# بوگاتوو
بوگاتوو (به لاتین: Bogatovo) یک منطقهٔ مسکونی در بلغارستان است که در شهرستان سولیوو واقع شده‌است.